# ساخسلو
ساخسلو هي قرية في مقاطعة هريس، إيران. عدد سكان هذه القرية هو 128 في سنة 2006.مرجع
2010-11-16.2010-11-16.2010-11-16.هذا الطعام فی الآج القریه فی رجل الرجلان الحاج علی الشکوهی الششکلانی فی قحط المصر قال علی ل اهل القریه یا آجان و چورح تاپیانه انا آلاه آدامی و انت آجنان اولانه گلین منیم شییمنن ییانه تا دیری قالانه قالت ل رجل الاهالی القریه یا علی بن سلیمان صرع ششکلانی من هامیدان پیس الآجام طعامی الور لیکن سنه الدعایه فی الددوه.الحاج رحیم الطیوری اهل الاوبا و صیدالمرغان والفرارالبرقرار الی الساخسلو وسکنی القریه و دخل النین فی اللیل والنهار والصید الطیور وطعام المسکین. والسلام علیکم وبرکاته
تعديل
نسخشطب